# Фелипе Машадо
Фелипе Жозе Машадо (на португалски: Filipe José Machado, изговаря се по-близко до Фелипи Жузе Машаду) е бразилски футболист, защитник. Роден е на 13 март 1984 г. в Граватаи, Бразилия. Висок е 1.87 m и тежи 79 kg.
Загива на 28 ноември 2016 г. при самолетна катастрофа на около 50 километра от колумбийския град Меделин.

## Кариера
Машадо е юноша на Интернасионал, в който прекарва 8 години. За него се говори, че е футболист с голям потециал, висока скорост и много добра физическа издръжливост. Въпреки младостта си Машадо притежава опит в бразилската първа дивизия, където е играл под наем с отбора на Флуминензе. Има 10 мача в Паулища с Флуминензе и 30 мача с Ешпортиво. През 2006 г. е трансфериран във втородивизионния испански отбор Понтеведра, в който Машадо веднага се преборва за титулярното място. В края на сезона претърпява малка контузия. През лятото на 2007 г. е продаден на Униао Лейрия, а от 10 август е даден под наем за 6 месеца на ПФК ЦСКА (София). От зимата на 2007 г. е закупен от ЦСКА. Има български корени, тъй като баба му е българка. Притежава италиански паспорт. Шампион и носител на Суперкупата на България за 2008 г. с ЦСКА. Отбелязва единствения гол при победата с 1:0 над ПФК Левски през сезон 2007/08. Освободен е през август 2009 г. След изкаран пробен период, подписва за 1+2 години с италианския Салернитана, който играе в Серия Б. Напуска през януари 2010 г. През сезон 2010/11 играе в Интер Баку, с когото става шампион на Азербайджан.

## Отличия

### ЦСКА (София)
- А футболна група (1): 2007/08
- Носител на Суперкупата на България (1): 2008

### Интер (Баку)
- Азербайджанска висша лига (1): 2009/10

### Макае
- Кампеонато Бразилейро Серия Ц (1): 2014

### Шапекоензе
- Копа Судамерикана (1): 2016 (посмъртно)